# PC-Active
PC-Active is een tijdschrift over computers en digitale ontwikkelingen en ook het verenigingsblad van HCC, de Hobby Computer Club. Dankzij de 75.000 HCC-leden is PC-Active het grootste computertijdschrift van Nederland en België. PC-Active verschijnt elke twee maanden (ook in de losse verkoop) en biedt reviews op het gebied van hard- en software, workshops, tips en trucs, interviews, achtergrondverhalen en informatie over HCC.

## Geschiedenis
Het eerste nummer verscheen in april 1988, toen nog bekend onder de naam Het computerblad voor de Amstrad/Schneider-wereld (naar de Amstrad CPC en de Schneider Euro PC) en werd uitgegeven door het Diemense bedrijf Database Publications. Met nummer acht werd de naam ingekort tot PC-Amstrad, om met nummer 12 uit datzelfde jaar omgedoopt te worden tot de huidige naam. Vanaf nummer negen werd met elk nummer een diskette meegeleverd vol met software, tips en trucs. Later werd de diskette vervangen door een cd-rom, wat soms werd afgewisseld door dvd's.
In 2005 verkocht Database Publications 50 procent van de aandelen van het bedrijf PC Active B.V. aan het Haarlemse bedrijf HUB Uitgevers. 50 Procent was daarna indirect in handen van Wammes Witkop, ooit hoofdredacteur en vervolgens uitgever en eigenaar. In oktober 2010 werd PC-Active ingrijpend vernieuwd. Het blad ging meer in op de achtergronden achter hardware en software. Technische ontwikkelingen en een thema als privacy kregen meer aandacht. Deze koers werd overigens slechts een jaar volgehouden. Sinds nummer 261 van september 2012 wordt PC-Active verkocht zonder cd-rom of dvd: aanvullende informatie - zoals de voetnoten bij de artikelen - worden aangeboden door middel van zogeheten InfoLinks op de website van PC-Active.

## In het nieuws

### Conflict met SENA
In 2009 behaalde het computermagazine een overwinning tegen SENA (Stichting ter Exploitatie van Naburige Rechten). SENA, een van de vele Nederlandse organisaties die belast zijn met het innen van auteursrechtenvergoedingen, regelt de vergoedingen voor het openbaar maken van muziek. Dat geldt onder meer voor muziek die wordt afgespeeld op de werkvloer of in winkels. SENA int vergoedingen voor de artiesten en de platenproducenten. PC-Active-columnist Wammes Witkop kreeg een factuur voor een 'lege' bv, een bedrijf zonder werknemers dus. Witkop achtte de factuur op meerdere punten onjuist, en besloot niet te betalen. Wel werd er een tegenfactuur gestuurd voor de gemaakte kosten vanwege ‘de tijd die het kostte om een weerwoord te schrijven en de onterechte factuur recht te zetten'. Toen SENA niet reageerde, dreigde Witkop met juridische stappen, waarop SENA alsnog de tegenfactuur betaalde.

### Ov-chipkaart
In 2010 publiceerde PC-Active in een artikel stap voor stap uit hoe met een apparaatje van 30 euro de ov-chipkaart te kraken is. Op dit artikel, dat was geschreven door Brenno de Winter, volgden er Kamervragen.
In 2011 was De Winter onderwerp van een strafrechtelijk onderzoek. Voor het blootleggen van zwakheden in de OV-chipkaart en het centrale systeem ervan voerde hij een kraak uit. Het bedrijf achter de OV-chipkaart deed daarvan aangifte. De Winter werd daarop door het Openbaar Ministerie aangemerkt als verdachte voor het manipuleren van waardekaarten, het voorhanden hebben van middelen om dat te doen en computervredebreuk. Hij riskeerde hiervoor zes jaar gevangenisstraf. Zelf gaf hij aan dit te hebben gedaan als onderdeel van het journalistieke onderzoek om de zwakheden van de OV-chipkaart bloot te leggen en aan de kaak te stellen. PC-Active steunde Brenno actief tijdens deze zaak. Brenno deed op zijn beurt verslag van de zaak in het blad.
Bij het aantonen van de zwakheden waren ook journalisten van onder andere de NOS, de publieke omroep Powned, Webwereld, RTV Rijnmond betrokken. Tegen hen zou geen aangifte zijn gedaan. Om de juridische kosten te betalen startten NU.nl, Webwereld, PC-Active en GeenStijl een actie om geld in te zamelen. Binnen een uur werd de noodzakelijke 2500 euro opgebracht en de gelden bleven komen.
Op 8 september maakte het Openbaar Ministerie bekend dat Brenno de Winter niet strafrechtelijk wordt vervolgd voor fraude, gepleegd met de ov-chipkaart. De officier van justitie constateerde dat De Winter zorgvuldig heeft gehandeld en de grenzen van het toelaatbare niet heeft overschreden. Bovendien wordt in deze zaak belangrijker geacht dat De Winter de kwetsbaarheid van de ov-chipkaart heeft aangetoond, dan de fraude.

### Cheaptickets
In oktober 2011 ontdekte een ethische hacker dat vliegreisverkoper CheapTickets zijn klantgegevens niet afdoende had afgeschermd. Volgens het bedrijf ging het ‘slechts’ om een testdatabase. Dat meer dan zevenhonderdduizend klantprofielen gevaar liepen, zorgde voor ophef in de media. CheapTickets trok het boetekleed aan, maar trachtte de zaak ook te bagatelliseren. In PC-Active onthulde journalist Wammes Witkop vervolgens zijn ervaringen toen hij zomer 2010 CheapTickets benaderde met een vraag omtrent spam die alleen uit hun database kon komen. Maar toen Witkop CheapTickets hierover benaderde werd hij met een smoes afgewimpeld en dreigde CheapTickets met juridische stappen, mocht Witkop hierover publiceren. Met het opduiken van deze spammails was het zonneklaar dat de database wel degelijk door spammers was gekopieerd en misbruikt.

### 1 aprilgrap
In 2012 wist het blad zo'n honderd lezers voor de gek te houden met een 1 aprilgrap. Lezers werd voorgespiegeld dat ze konden meeliften op het netwerk van Brein.

### Faillissement en doorstart
Op 25 september 2013 werd voor PC-Active B.V. door de Haarlemse rechtbank faillissement uitgesproken. Op 18 oktober 2013 werd bekend dat het tijdschrift PC-Active werd overgenomen door HCC.
In december 2013 verscheen PC-Active 273 onder de vlag van HCC. Het blad is niet meer zoals voorheen alleen bedoeld voor de bovengemiddelde computergebruiker, maar is er ook voor de beginnende computergebruiker en hobbyist.  

## Bekende medewerkers
- Brenno de Winter
- John Vanderaart
- Bits of Freedom
- Arnoud Engelfriet
- Henk van de Kamer